# Lordomyrma
Lordomyrma (лат.) — род муравьёв из подсемейства Myrmicinae (триба Crematogastrini, ранее в Stenammini).

## Распространение
Австралия, Юго-Восточная Азия, Китай, Япония, Меланезия, острова юго-западной части Тихого океана (Новая Каледония, Соломоновы, Фиджи).

## Описание
Усики состоят из 12 члеников. Мандибулы треугольной формы с 7 и более зубцами. Проподеальные шипики развиты. Клипеус с двумя бороздками.

## Систематика
Известно около 30 видов. Lordomyrma близок к родам Ancyridris (Новая Гвинея) и Cyphoidris (Афротропика). Ранее был в составе трибы Stenammini, а с 2014 года в составе трибы Crematogastrini в качестве корневой клады.
- Lordomyrma accuminata Stitz, 1912
- Lordomyrma azumai (Santschi, 1941)
- Lordomyrma bensoni Donisthorpe, 1949
- Lordomyrma bhutanensis (Urbani, 1977)
  - =Stenamma bhutanense Baroni Urbani, 1977[2]
- Lordomyrma caledonica (Andre, 1889)
- Lordomyrma crawleyi Menozzi, 1923
- Lordomyrma cryptocera Emery, 1897
- Lordomyrma cryptocera accuminata Stitz, 1912
- Lordomyrma cryptocera cryptocera Emery, 1897
- Lordomyrma curvata Sarnat, 2006
- Lordomyrma desupra Sarnat, 2006
- Lordomyrma diwata Taylor, 2012
- Lordomyrma emarginata Taylor, 2012
- Lordomyrma epinotalis (Mann, 1919)
- Lordomyrma furcifera Emery, 1897
- Lordomyrma hmong Taylor, 2012
- Lordomyrma idianale Taylor, 2012
- Lordomyrma infundibuli Donisthorpe, 1940
- Lordomyrma lakshmi Taylor, 2012
- Lordomyrma leae  Wheeler, 1919
- Lordomyrma levifrons (Mann, 1921)
- Lordomyrma limatula Taylor, 2012
- Lordomyrma nigra  Donisthorpe, 1941
- Lordomyrma polita (Mann, 1921)
- Lordomyrma punctiventris  Wheeler, 1919
- Lordomyrma reticulata Lucky & Sarnat, 2008[5]
- Lordomyrma rouxi  (Emery, 1914)
- Lordomyrma rugosa  (Mann, 1921)
- Lordomyrma sarasini  (Emery, 1914)
- Lordomyrma sinensis (Ma, Xu, Makio, DuBois, 2007)
  - =Stenamma sinensis Ma, Xu, Makio, and DuBois, 2007[2]
- Lordomyrma stoneri (Mann, 1925)
- Lordomyrma striatella  (Mann, 1921)
- Lordomyrma sukuna Sarnat, 2006
- Lordomyrma taylori Bharti & Ali, 2013[6]
- Lordomyrma tortuosa  (Mann, 1921)
- Lordomyrma tortuosa levifrons  (Mann, 1921)
- Lordomyrma tortuosa polita  (Mann, 1921)
- Lordomyrma tortuosa stoneri  (Mann, 1925)
- Lordomyrma tortuosa tortuosa  (Mann, 1921)
- Lordomyrma vanua Lucky & Sarnat, 2008[5]
- Lordomyrma vuda Sarnat, 2006